# Друцк (герб)
Друцк (пол. Druck) — дворянский герб.

## Описание
Представляет собой щит, в червлёном поле которого обращённый остриём вниз серебряный меч с золотым эфесом, по обеим сторонам которого четыре золотых полумесяца, по два с каждой стороны, обращённые рогами друг к другу.
Вариант (одмяна) герба принадлежит князьям Друцким-Соколинским (Гербовник V, 4), отличающийся тем, что в нём щит рассечён на лазурь и червлень. Описанная фигура, если полумесяцы приложить к мечу, напоминает герб Гоздава, который был элементом в гербе князей Друцких-Подберезских.

## Герб используют
28 фамилийпол. Drucki-Lubecki, Drucki, Lubecki, Horski, Czerkaski, Tołoczyński; Baba, Babicz, Burniewski, Chorski, Churski, Dudakowski, Konopla, Ojezierski, Osiemiatycz, Osowicki, Ossowicki, Ozierecki, Puciatczycz, Siekira, Szyszewski, Widenicki, Wideniecki, Widynicki, Widyniecki, Zubrewicki, Zubrewicz, Zubrewiecki
(рус. Друцкий-Любецкий, Друцкий, Любецкий, Горский, Черкасский, Толочинский; Баба, Бабич, Бурневский, Хорский, Хурский, Дудаковский, Конопля, Оезерский, Осемятыч, Осовицкий, Оссовицкий, Озерецкий, Пуцятчич, Секира, Шишевский, Виденицкий, Виденецкий, Видыницкий, Видынецкий, Зубревицкий, Зубревич, Зубревецкий)